# Team Spirit (E-Sport-Team)
Team Spirit ist ein in Russland und Serbien ansässiges, zu den erfolgreichsten E-Sport-Organisationen der Welt gehörendes Team. Gegründet im Jahr 2015, konnte allein die Dota-2-Abteilung des Teams rund 20 Millionen US-Dollar an Preisgeldern gewinnen.
Das Team hat sich gegen den russischen Angriffskrieg in der Ukraine ausgesprochen.

## Geschichte und Erfolge
Insgesamt hat die Organisation in ihrer siebenjährigen Geschichte knapp 21 Millionen US-Dollar an Preisgeldern in unterschiedlichen Disziplinen gewonnen. Das mit Abstand wichtigste Spiel ist für die Organisation hierbei das MOBA-Spiel Dota 2, gefolgt vom Taktik-Shooter Counter-Strike: Global Offensive und dem Sammelkartenspiel Hearthstone: Heroes of Warcraft.
Der größte Erfolg des Clans war der Gewinn des Wettbewerbs The International im Jahr 2021. Hier konnte ein Preisgeld von mehr als 18 Millionen US-Dollar erzielt werden. Im Jahr 2023 konnte Team Spirit mit einer sehr ähnlichen Besetzung erneut The International gewinnen. Im Jahr 2025 konnte die DreamLeague Season 25 bisher gewonnen werden. Die Spieler der Organisation stammen primär aus Osteuropa, vorwiegend Russland, der Ukraine und Belarus.
Im Oktober 2022 konnte die CS:GO-Abteilung die FiReLEAGUE gewinnen.
Im Juli 2023 beförderten sie donk und zont1x aus der Akademie und im Dezember 2023 erwarben sie sh1ro von Cloud9, damit stellten sie ihr aktuelles Team auf.
Am 15. Dezember 2024 haben sie das Perfect World Major: Shanghai 2024 Turnier gewonnen. Dort konnte ein Preisgeld in der Höhe von 500 Tausend US-Dollar erreicht werden.
Am 7. Juni 2025, wird Boris „magixx“ Vorobyev als inaktiv gemeldet. Das Team nimmt seine erste Änderung vor nach 18 Monaten.

## Aktuelles Lineup

### Counter-Strike 2
- Leonid „chopper“ Vishnyakov (Kapitän)
- Danil „donk“ Kryshkovets
- Dmitri Eduardowitsch „sh1ro“ Sokolov
- Myroslav „zont1x“ Plakhotja
- Boris „magixx“ Vorobyev (inaktiv)
- Sergey „hally“ Shavayev (Coach)[13]